# Vật hóa
Trong triết học xã hội, vật hóa (tiếng Anh: Objectification) là hành động đối xử với người (hay đôi khi cả con vật), như một đồ vật.

## Các định nghĩa
Theo triết gia Martha Nussbaum, một người thường bị vật hóa nếu họ có một hay nhiều hơn các đặc tính sau:
1. Tính công cụ – người bị đối xử như một công cụ vì nhiều mục đích
2. Tính từ chối quyền tự trị – người thiếu tự do ý chí hay thiếu khả năng tự quyết
3. Tính trì trệ – người thiếu khả năng can thiệp hay tích cực hành động
4. Tính có thể trao đổi – người bị đối xử như một đồ vật có thể trao đổi
5. Tính có thể xâm phạm – người dễ bị xâm phạm hay "cho phép người khác hủy hoại, đánh đập, xâm nhập."
6. Tính sở hữu – đối xử với người như thể họ có thể mua, bán, sở hữu được
7. Tính từ chối chủ quan – đối xử với người mà không cần quan tâm tới cảm xúc hay cảm nhận của họ

Nussbaum cho rằng chủ đề của vật hóa không chỉ quan trọng đối với vấn đề tình dục, mà còn tới quan điểm của chủ nghĩa Marx về chủ nghĩa tư bản và chế độ nô lệ. Nussbaum cũng cho rằng vốn không phải tất cả các hình thức vật hóa là các hành động tiêu cực, cũng như vật hóa không phải lúc nào cũng hiện hữu khi một trong 7 đặc tính trên xuất hiện.
Rae Helen Langton, trong Sexual Solipsism: Philosophical Essays on Pornography and Objectification (tạm dịch: Thuyết duy ngã tình dục: Những bài luận triết học về khiêu dâm và vật hóa), đề xuất thêm ba đặc tính vào danh sách của Nussbaum:
1. Giản hóa về thân thể – đối xử với người khác vì cơ thể hay bộ phận cơ thể của họ;
2. Giản hóa về ngoại hình – đối xử với người khác cơ bản vì ngoại hình của họ, hay cảm giác về họ;
3. Im lặng – đối xử với người khác như thể họ không nói gì hay không có khả năng nói.